# Мехмед Хади паша Багдадлъ
Мехмед Хади паша Багдадлъ, известен и като Абдулхади паша (на турски: Mehmed Hadi Paşa, Bağdadlı, Abdülhadi Paşa), е османски офицер и администратор.

## Биография
Роден е в Багдад в 1861 г., затова носи прякора Багдадлъ (багдадец). След Младотурската революция от август 1908 до май 1909 година е валия на Косовския вилает в Скопие. От май 1909 до декември 1910 г. е командир на Трета армия. От август до септември 1919 г. е началник на Генералния щаб. От септември 1919 до февруари 1920 година е министър на търговията. През септември 1919 година става депутат в Османския парламент. От 2 до 19 май 1920 година отново е началник на Генералния щаб. От юли до октомври 1920 г. е министър на образованието. Като такъв е част от четиричленната делегация, подписала Северския мир на 10 август 1920 година. От септември до октомври 1920 година отново е министър на търговията. Заради подписа му под Севърския мир в 1923 година става част от 150-те души, на които е забранено да живеят в нова Турция. Прекарва последните си години в Албания, където умира в 1932 година.